# تیم ملی فوتبال زنان سنگاپور
تیم ملی فوتبال زنان سنگاپور (انگلیسی: Singapore women's national football team) نماینده فوتبال زنان این کشور در رده ملی است و تحت نظارت فدراسیون فوتبال سنگاپور قرار دارد.